# 風景の中の聖家族と幼児洗礼者聖ヨハネ、聖エリサベト
『風景の中の聖家族と幼児洗礼者聖ヨハネ、聖エリサベト』（ふうけいのなかのせいかぞくとようじせんれいしゃせいヨハネ、せいエリサベト、仏: La Sainte Famille avec saint Jean et sainte Élisabeth dans un paysage、英: The Holy Family with St. John and St. Elizabeth in a landscape）は、17世紀フランスの巨匠ニコラ・プッサンが1650-1651年ごろ、キャンバス上に油彩で制作した絵画で、画家が1648-1657年の間に何度も描いた聖家族を主題とした作品の1つである。マリー・マドレーヌ・ド・カスティーユ (1635-1716年) のために描かれたと思われ、1685年にルイ14世に取得された。現在、パリのルーヴル美術館に所蔵されている。

## 作品
この絵画の5人の人物は緊密な三角形の構図の中に圧縮され、人物たちの背後の重厚な木の幹はこの群像の垂直性を強調している。人物たちの厳格さ、非常な威厳、そして気高い挙動にもかかわらず、全体としての画面は平穏で、くつろいだものに見える。画面右側の豊かな広々とした風景と、左側に見える家は、いかにも夏の日に憩う、安らかで幸せな家族という印象を与えるのに役立っている。ここでは、プッサンの多くの絵画に見られる古代のレリーフ的空間は、何ら影響を示してはいない。
画面中央左寄りでは、イエス・キリストと幼児洗礼者聖ヨハネが戯れており、ヨハネはイエスの腕に巻かれたリボンに記された「DEI」という言葉を指しているが、これは、ヨハネがイエスに洗礼を授けた時に発した「ヨハネによる福音書」 (第1章29) 中の「ECCE AGNUS DEI QUI TOLLIT PECCATA MUNDI」 (見よ、世の罪を取り除く神の子羊）を示す。この巻かれたリボンのモティーフは、ラファエロの『カニジャーニの聖家族』 (アルテ・ピナコテーク、ミュンヘン) から採られている。
本作の聖母マリアは、マサチューセッツ州ケンブリッジのフォッグ美術館にある『聖家族と幼児洗礼者聖ヨハネ、聖エリサベト』 (1650年) の聖母マリアに非常に類似している。顔と上半身は同じであり、マリアの脚の位置だけが左右反転されている。ルーヴル美術館に所蔵されている本作の準備素描もまた、本作とフォッグ美術館にある作品の関連性を証拠立てている。この素描で、プッサンは、フォッグ美術館の作品で主要な位置を占めるイエスの入浴用水盤を準備する天使を描いているのである。この入浴用水盤は、『聖家族 (11人のいる聖家族)』 (J・ポール・ゲティ美術館、ノートン・サイモン美術館、パサデナ) にも見出せる。

## ギャラリー

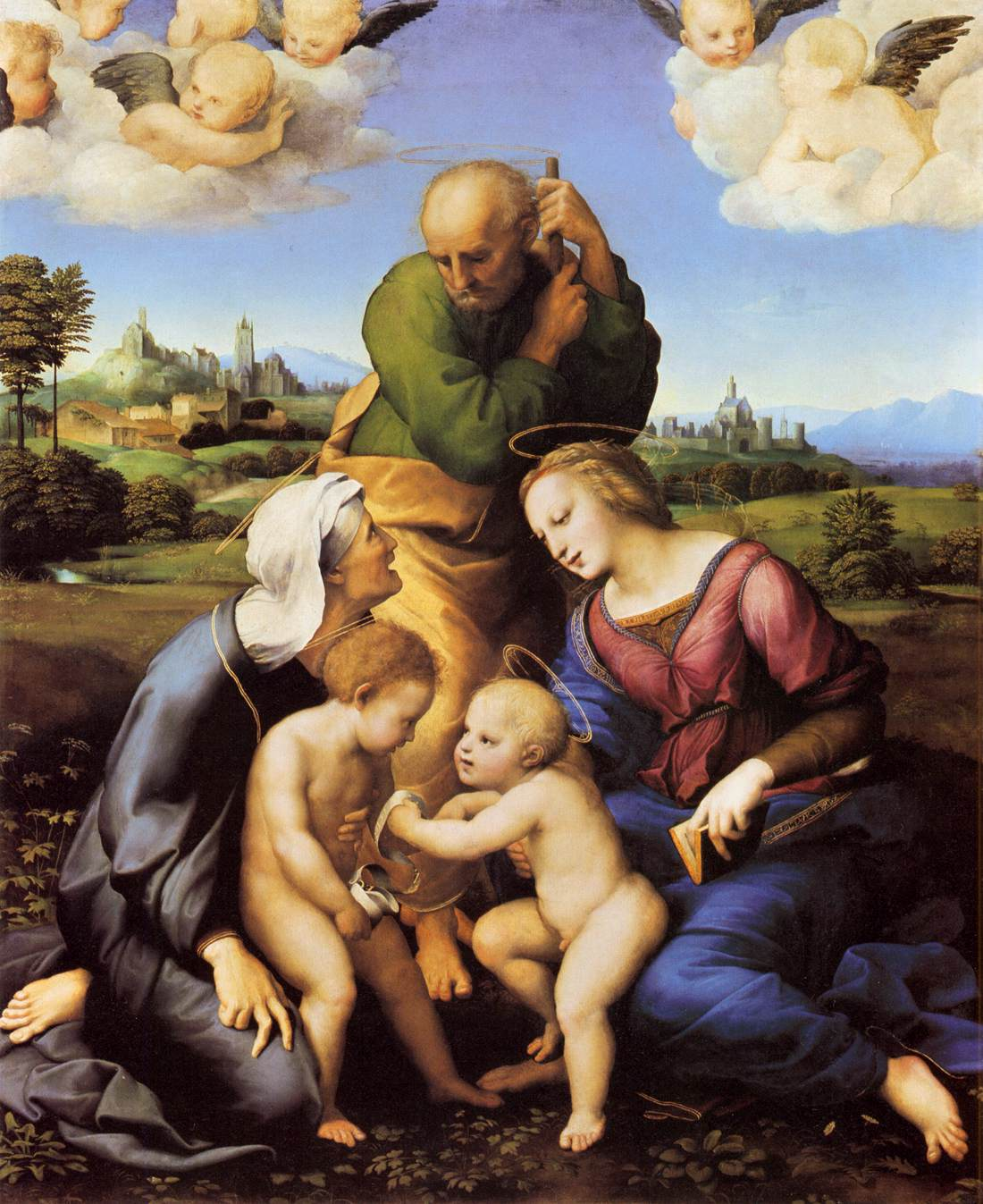
ラファエロの『カニジャーニの聖家族』 (1507-1508年)、アルテ・ピナコテーク、ミュンヘン
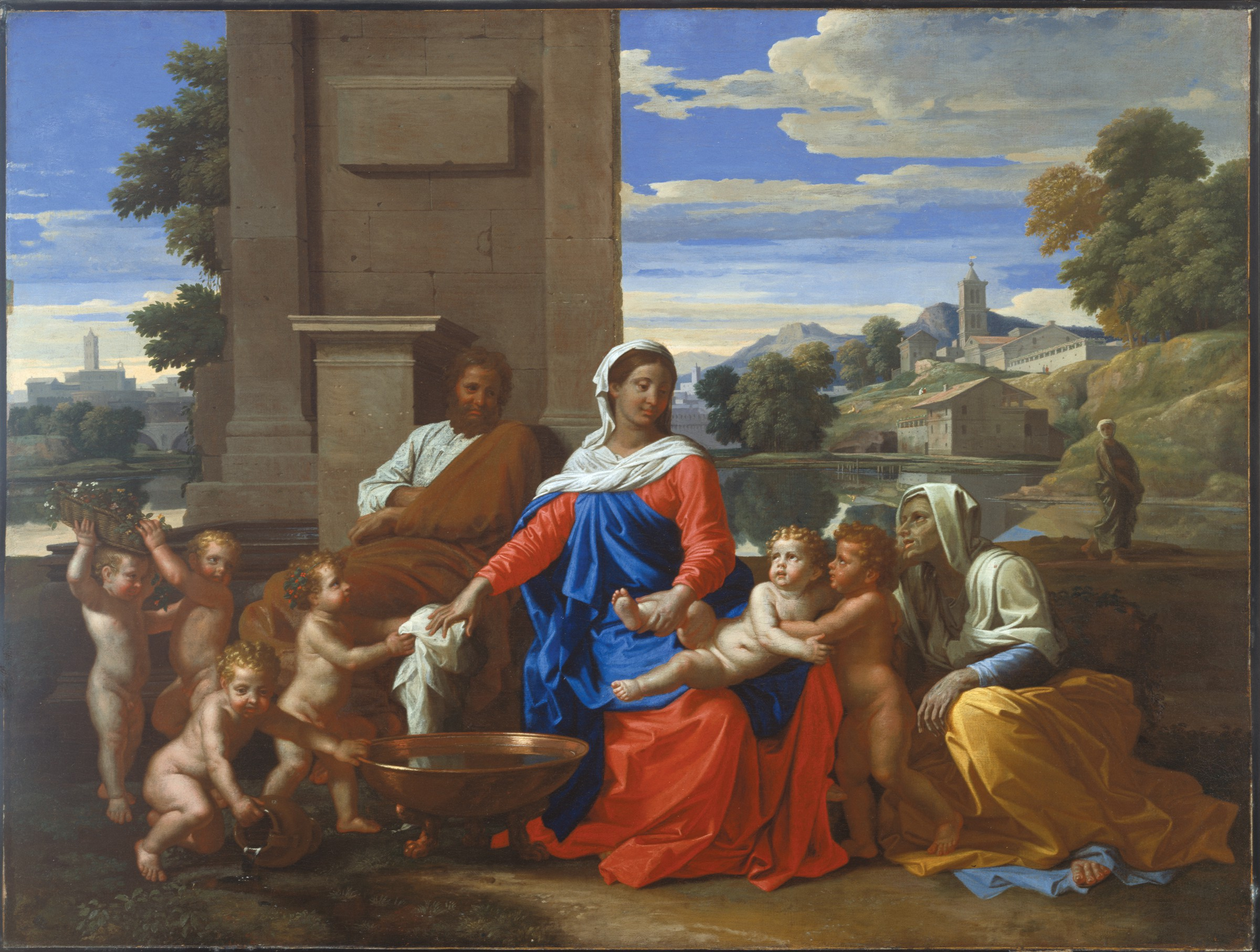
プッサン『聖家族と幼児洗礼者聖ヨハネ、聖エリサベト』 (1650年)、フォッグ美術館、ケンブリッジ (マサチューセッツ州)
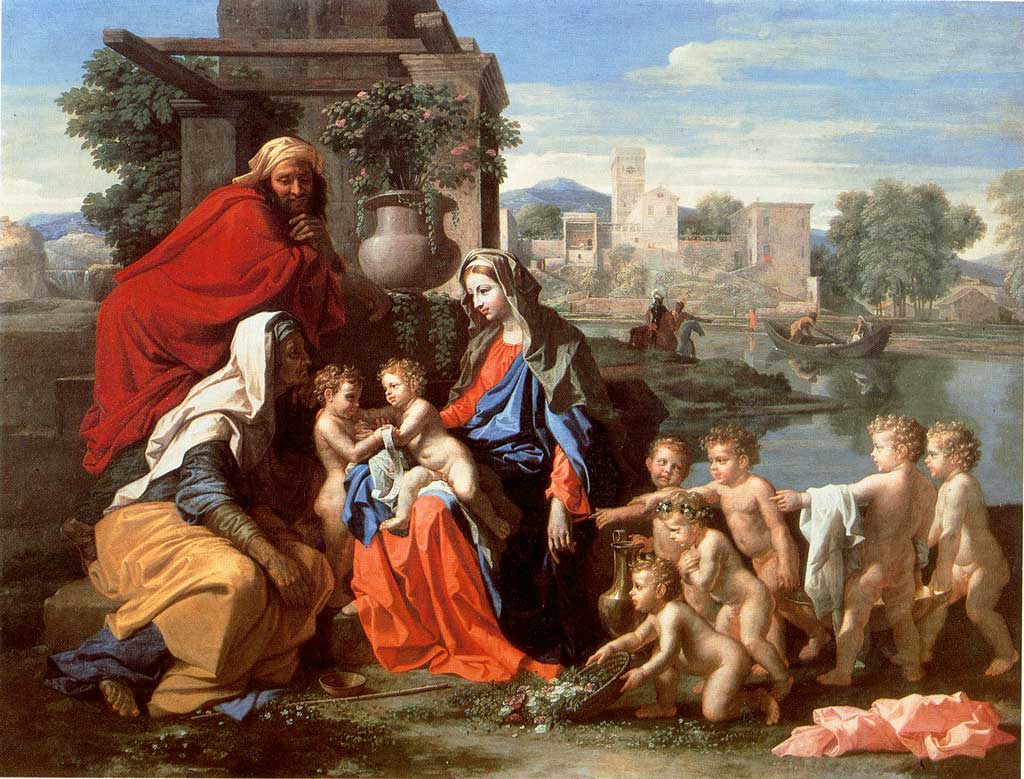
プッサン『聖家族』J・ポール・ゲティ美術館、ノートン・サイモン美術館、パサデナ (カリフォルニア州)